# Aparri
Aparri is een gemeente in de Filipijnse provincie Cagayan die gedeeltelijk op het eiland Luzon ligt en daarnaast het eiland Fuga omvat. Bij de laatste census in 2007 had de gemeente ruim 61 duizend inwoners.

## Geografie

### Bestuurlijke indeling
Aparri is onderverdeeld in de volgende 42 barangays:
| - Backiling - Bangag - Binalan - Bisagu - Bukig - Bulala Norte - Bulala Sur - Caagaman - Centro 1 - Centro 2 - Centro 3 - Centro 4 - Centro 5 - Centro 6 | - Centro 7 - Centro 8 - Centro 9 - Centro 10 - Centro 11 - Centro 12 - Centro 13 - Centro 14 - Centro 15 - Dodan - Fuga Island - Gaddang - Linao - Mabanguc | - Macanaya - Maura - Minanga - Navagan - Paddaya - Paruddun Norte - Paruddun Sur - Plaza - Punta - San Antonio - Sanja - Tallungan - Toran - Zinarag |

## Demografie
Aparri had bij de census van 2007 een inwoneraantal van 61.024 mensen. Dit zijn 1.978 mensen (3,3%) meer dan bij de vorige census van 2000. De gemiddelde jaarlijkse groei komt daarmee uit op 0,46%, hetgeen lager is dan het landelijk jaarlijks gemiddelde over deze periode (2,04%). Vergeleken met de census van 1995 is het aantal mensen met 7.385 (13,8%) toegenomen.

De bevolkingsdichtheid van Aparri was ten tijde van de laatste census, met 61.024 inwoners op 286,64 km², 187,1 mensen per km².

## Geboren in Aparri
- Domingo Siazon jr. (1939-2016), diplomaat en minister.